# Boubacar Diallo
Boubacar Diallo es un cineasta burkinés. Hijo de un veterinario, trabajó como periodista, lanzando el semanario satírico Journal du Jeudi y publicando dos novelas y una colección de cuentos.
En 2005 se embarcó en una nueva carrera como cineasta, rodando tres películas, Traque à Ouaga, la comedia romántica Sofia, y la coproducción danesa Dossier brûlant, un drama.
Con la ayuda financiera de la Francofonía y el Ministerio de Asuntos Exteriores francés, produjo en 2006 la serie de televisión Série noire à Koulbi, un drama criminal en 30 episodios de 15 minutos.